# Cadel Evans Great Ocean Road Race
Cadel Evans Great Ocean Road Race (známý také jako Great Ocean Road Race nebo Cadel Road Race) je jednodenní cyklistický závod, jehož start i cíl je ve městě Geelong v Austrálii. První ročník se konal v roce 2015 jako rozlučkový závod pro Cadela Evanse – jediného australského vítěze Tour de France. Ročník 2017 byl poprvé přidán do série závodů UCI World Tour. Již od začátku se koná jak mužská, tak ženská varianta závodu.
V prosinci 2020 bylo oznámeno, že se ročník 2021 nebude konat z důvodu pandemie onemocnění covid-19 a ztížených podmínek vstupu do země zahrnujících 14denní karanténu.

## Trasa
Mužská verze je dlouhá 171 km, zatímco ženská verze 122 km. K roku 2019 měla veřejná People’s Ride tři varianty dle délky – 35 km, 65 km nebo 115 km.
Závod začíná ve městě Geelong ve státu Victoria. Dále směřuje do Evansova rodného města Barwon Heads na poloostrově Bellarine a projíždí kolem známé surfovací pláže Bells Beach v Surf Coast Shire a pokračuje po Great Ocean Road. Závod poté směřuje skrz zvlněnou krajinu zpět do Geelongu, kde se jedou závěrečné 3 okruhy před cílem na nábřeží. Trasa je vhodná pro klasikáře.

## Výsledky

### Mužský závod
| Ročník | Země                               | Jezdec                             | Tým                                |
| ------ | ---------------------------------- | ---------------------------------- | ---------------------------------- |
| 2015   | Belgie                             | Gianni Meersman                    | Etixx–Quick-Step                   |
| 2016   | Spojené království                 | Peter Kennaugh                     | Team Sky                           |
| 2017   | Německo                            | Nikias Arndt                       | Team Sunweb                        |
| 2018   | Austrálie                          | Jay McCarthy                       | Bora–Hansgrohe                     |
| 2019   | Itálie                             | Elia Viviani                       | Deceuninck–Quick-Step              |
| 2020   | Belgie                             | Dries Devenyns                     | Deceuninck–Quick-Step              |
| 2021   | Nejelo se kvůli pandemii covidu-19 | Nejelo se kvůli pandemii covidu-19 | Nejelo se kvůli pandemii covidu-19 |
| 2022   | Nejelo se kvůli pandemii covidu-19 | Nejelo se kvůli pandemii covidu-19 | Nejelo se kvůli pandemii covidu-19 |
| 2023   | Německo                            | Marius Mayrhofer                   | Team DSM                           |
| 2024   | Nový Zéland                        | Laurence Pithie                    | Groupama–FDJ                       |
| 2025   | Švýcarsko                          | Mauro Schmid                       | Team Jayco–AlUla                   |

### Ženský závod
| Ročník | Země        | Jezdkyně                | Tým                      |
| ------ | ----------- | ----------------------- | ------------------------ |
| 2015   | Austrálie   | Rachel Neylan           | Building Champions Squad |
| 2016   | Austrálie   | Amanda Spratt           | Orica–AIS                |
| 2017   | Nizozemsko  | Annemiek van Vleutenová | Orica–Scott              |
| 2018   | Austrálie   | Chloe Hosking           | Alé–Cipollini            |
| 2019   | Kuba        | Arlenis Sierra          | Astana Women's Team      |
| 2020   | Německo     | Liane Lippert           | Team Sunweb              |
| 2021   | Nejelo se   | Nejelo se               | Nejelo se                |
| 2022   | Nejelo se   | Nejelo se               | Nejelo se                |
| 2023   | Nizozemsko  | Loes Adegeest           | FDJ–Suez                 |
| 2024   | Nizozemsko  | Rosita Reijnhout        | Visma–Lease a Bike       |
| 2025   | Nový Zéland | Ally Wollaston          | FDJ–Suez                 |

## Vítězství dle zemí

### Mužský závod
| Vítězství | Země                                                      |
| --------- | --------------------------------------------------------- |
| 2         | Belgie Německo                                            |
| 1         | Austrálie Itálie Nový Zéland Spojené království Švýcarsko |

### Ženský závod
| Vítězství | Země                     |
| --------- | ------------------------ |
| 3         | Austrálie Nizozemsko     |
| 1         | Kuba Německo Nový Zéland |

## Melbournské předzávodní kritérium
V roce 2017 bylo kritérium známo jako Race Melbourne – Albert Park, v roce 2018 jako Towards Zero Race Melbourne. V roce 2019 se závod jel v týmovém formátu, kde byly udělovány body za sprinty. Deceuninck–Quick-Step vyhrál mužskou variantu, zato Trek–Segafredo vyhrál ženskou variantu. V roce 2020 byl závod nahrazen jiným závodem, Race Torquay. 

### Mužský závod
| Ročník | Země  | Jezdec      | Tým            |
| ------ | ----- | ----------- | -------------- |
| 2017   | Irsko | Sam Bennett | Bora–Hansgrohe |
| 2018   | Irsko | Sam Bennett | Bora–Hansgrohe |

### Ženský závod
| Ročník | Země       | Vítěz             | Tým                 |
| ------ | ---------- | ----------------- | ------------------- |
| 2017   | Nizozemsko | Kirsten Wild      | Cylance Pro Cycling |
| 2018   | Austrálie  | Annette Edmondson | Wiggle High5        |